# Noircourt
Noircourt je francouzská obec v departementu Aisne v regionu Hauts-de-France. V roce 2013 zde žilo 83 obyvatel.

## Poloha
Sousední obce jsou: Berlise, Montloué, Rozoy-sur-Serre, Soize a Le Thuel.

## Vývoj počtu obyvatel
Počet obyvatel